# Przytuły (Pozezdrze)
Przytuły (deutsch Przytullen, 1938 bis 1945 Kleinkutten) ist ein Dorf und Schulzenamt in der Landgemeinde Pozezdrze (Possessern, 1938 bis 1945 Großgarten) im Powiat Węgorzewski (Kreis Angerburg). Es liegt  in der Woiwodschaft Ermland-Masuren im Nordosten Polens.

## Geographische Lage
Przytuły liegt im masurischen Seengebiet auf dem Baltischen Landrücken. Charakteristisch für die Landschaft in dieser Gegend sind zahlreiche Seen, Sümpfe, Teiche sowie Nadel- und Mischwälder. Unweit östlich von Przytuły beginnt die Puszcza Borecka und südlich liegt Pojezierze Ełckie (Lycker Seegebiet). Westlich von  Przytuły verläuft die Landesstraße DK 63 Węgorzewo (Angerburg) – Giżycko (Lötzen). Etwa 30 km nördlich verläuft die Staatsgrenze zwischen Polen und der russischen Oblast Kaliningrad.
Die Entfernung nach Giżycko beträgt 18 km, nach Pozezdrze 4 km und nach Węgorzewo 16 km.

## Geschichte
Ursprünglich war diese preußische Landschaft von den heidnischen Prußen (Sudauen) bewohnt. Nach der Christianisierung durch den Deutschen Orden gehörte es zum Deutschordensstaat und nach 1525 zum Herzogtum Preußen. 1701 wurde diese Region ein Teil des Königreichs Preußen und später der Provinz Ostpreußen. Nach dem Wiener Kongress entstand zum 1. September 1818 der Kreis Angerburg im Regierungsbezirk Gumbinnen in der Provinz Preußen. Im Mai 1874 wurde der Amtsbezirk Przerwanken mit der Landgemeinde und dem Gutsbezirk Przytullen gebildet. In den Jahren 1907/08 wurde Amtsbezirk Przerwanken in Amtsbezirk Wiesental umbenannt. Im Jahr 1938 erfolgte die Umbenennung von Przytullen in Kleinkutten.
Während der Ostpreußischen Operation wurde Kleinkutten Ende Januar 1945 von der Roten Armee eingenommen und der sowjetischen Kommandantur unterstellt. Nach Kriegsende kam Kleinkutten zu Polen und heißt seither Przytuły. In den Jahren 1975–1998 lag Przytuły in der Woiwodschaft Suwałki und seit 1999 gehört der Woiwodschaft Ermland-Masuren an.

## Kirche
Przytullen resp. Kleinkutten war bis 1945 in die evangelische Kirche Kutten in der Kirchenprovinz Ostpreußen der Kirche der Altpreußischen Union sowie in die katholische Kirche Zum Guten Hirten in Angerburg im damaligen Bistum Ermland eingepfarrt. Heute gehört Przytuły zur katholischen Pfarrei in Kuty im jetzigen Bistum Ełk (Lyck) der Römisch-katholischen Kirche in Polen sowie zur evangelischen Kirchengemeinde in Węgorzewo, einer Filialgemeinde der Pfarrei in Giżycko (Lötzen) in der Diözese Masuren der Evangelisch-Augsburgischen Kirche in Polen.

## Persönlichkeiten des Ortes

### Im Ort geboren
- Meta Kraus-Fessel (1884–1940), Anarchistin

### Mit dem Ort in Verbindung
- Heinrich Ernst Knolle (1912–2007) reiste 1933 von Berlin nach Przytullen, um als Gutseleve praktische Erfahrungen für den geplanten Einstieg als Landwirt zu sammeln. Im Jahr 1982 veröffentlichte er unter dem Pseudonym Peter Jokostra Erinnerungen aus der Zeit in Masuren.[3]